# Rachel Levine
Rachel Leland Levine (Wakefield, 1957. október 28. –) amerikai gyermekorvos és négycsillagos admirális. Levine 2021 március 26-tól az Egyesült Államok egészségügyi miniszterhelyettese. Transznemű. 

## Fiatalkor és tanulmányok, személyes információk
1957. október 28-án született, a Massachusetts államban található Wakefieldben. A szülei Melvin és Lillian Levine, mindketten ügyvédek. Van egy nővére, Bonnie Levine, aki négy évvel idősebb nála. Levine izraelita származású. Izraelita iskolába járt, majd Belmontban érettségizett.
Levine 1988-ban házasodott össze Martha Peaslee Levine-nel az egészségügyi iskola utolsó évében. Kettő gyermekük született, 2013-ban elváltak. Levine 2011-ben váltott nemet.